# EuroSprinter
Siemens EuroSprinter — серія електровозів, реалізоване на модульній концепції локомотивів для європейського ринку, вироблених компанією Siemens AG. Внутрішнє іменування локомотивів в компанії — ES 64, де ES для EuroSprinter і число 64 вказує вихідну потужність 6400 кіловат.
Перший прототип ES 64 був побудований в 1992 році на замовлення Deutsche Bahn. Через старіння парку так званих стандартних електровозів Deutsche Bahn AG планувала замінювати їх на електровози нових серій. Прототипом для нових електровозів були електровози 252 серії випущені для іспанської RENFE в 1991 році.

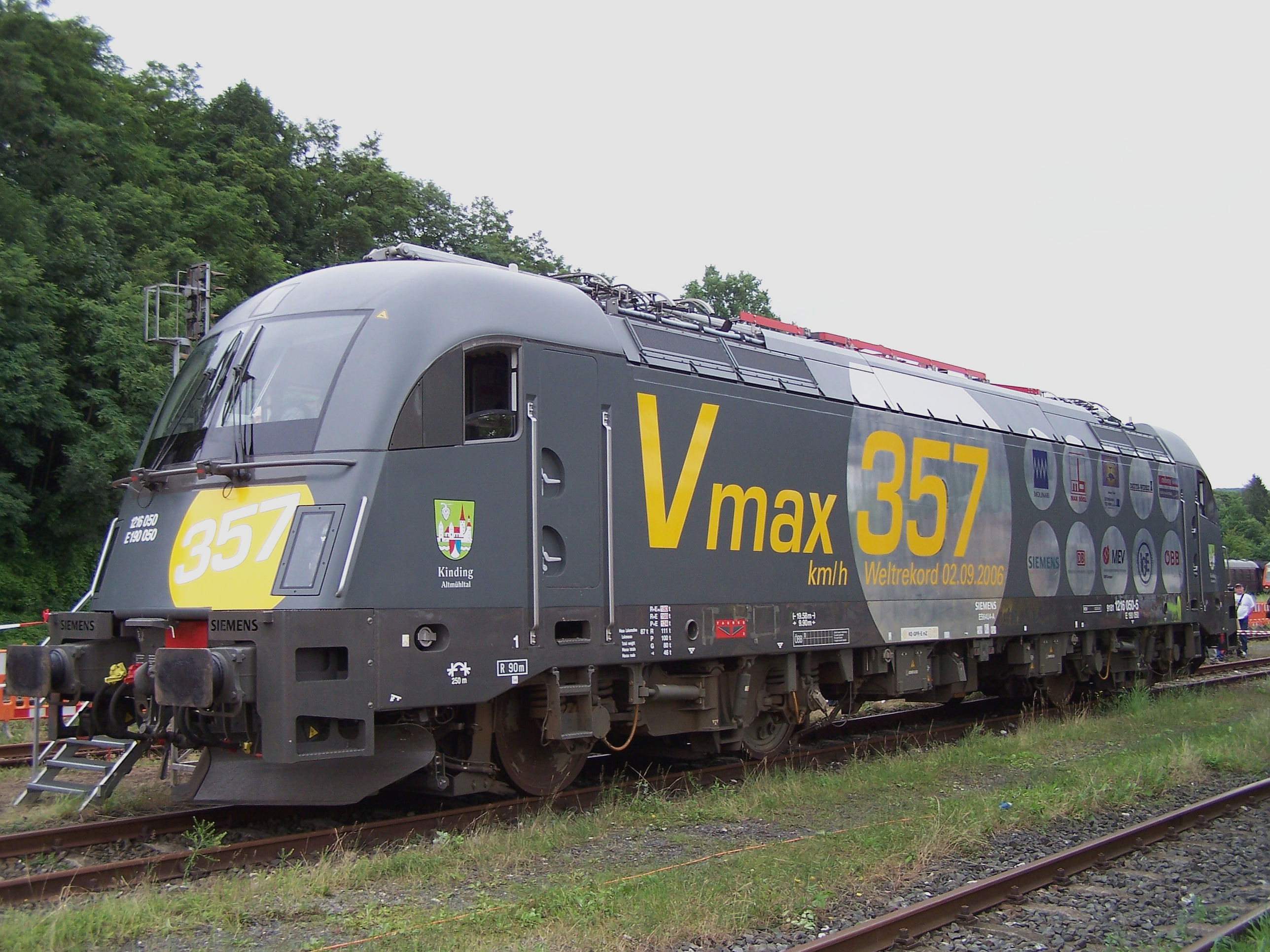
Siemens ES64U4 1216 050, найшвидший локомотив в світі (357 км/год, 2006)

2 вересня 2006 року локомотив Siemens ES64U4 (Eurosprinter) (ÖBB 1216 050) встановив світовий рекорд швидкості — 357 км/год на лінії Нюрнберг — Інгольштадт поблизу Гільпольтштайна.